# Prealpi di Bregenz
Le Prealpi di Bregenz (in tedesco Bregenzerwaldgebirge) sono una sottosezione delle Alpi Bavaresi. Si trovano in Austria (Vorarlberg) e prendono il nome dalla regione del Bregenzerwald (e da cui anche il distretto di Bregenz). La vetta principale è il Glatthorn che raggiunge i 2.134 m s.l.m..

## Classificazione

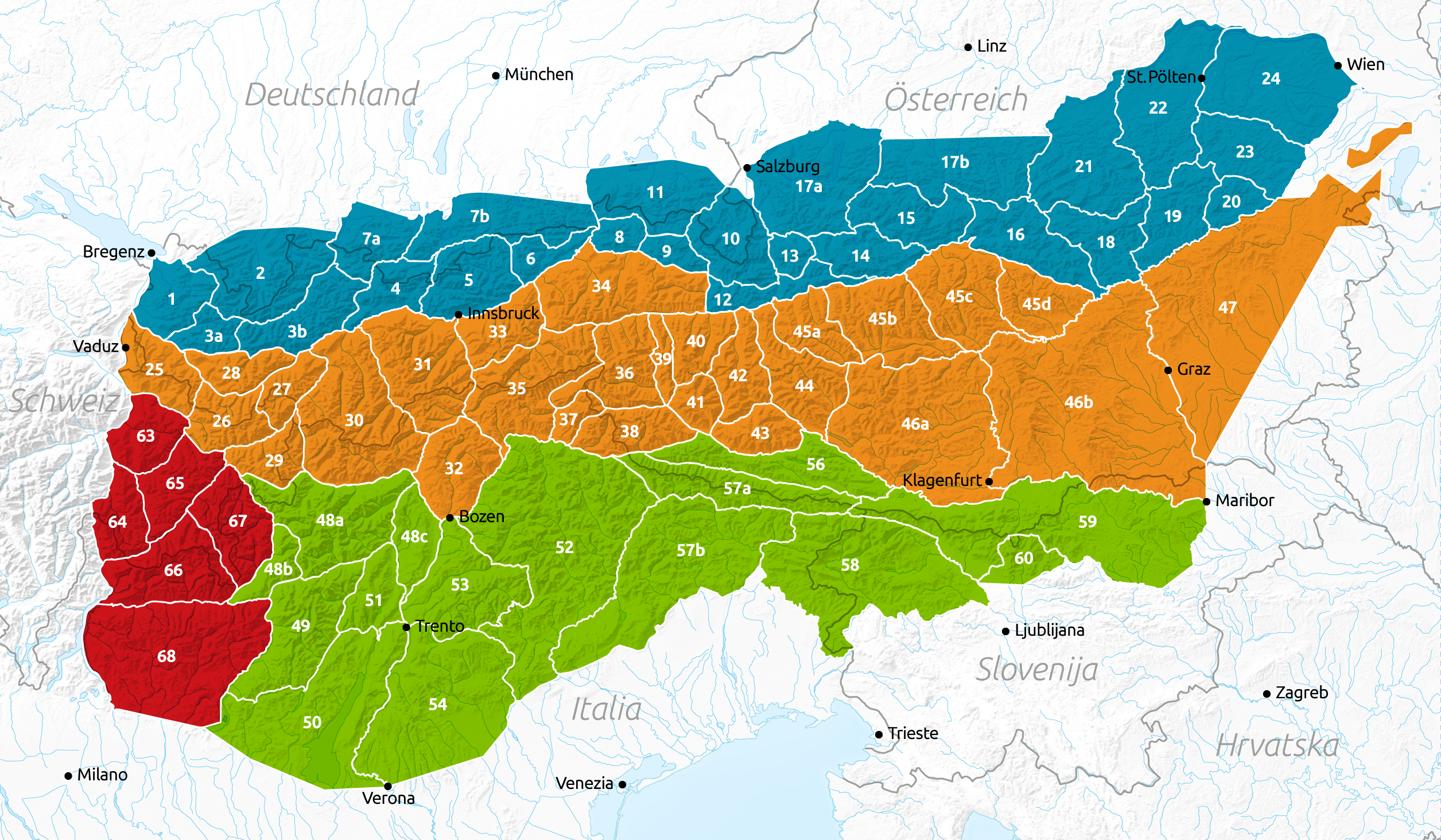
Le Prealpi di Bregenz secondo l'AVE sono individuate dal numero 1.

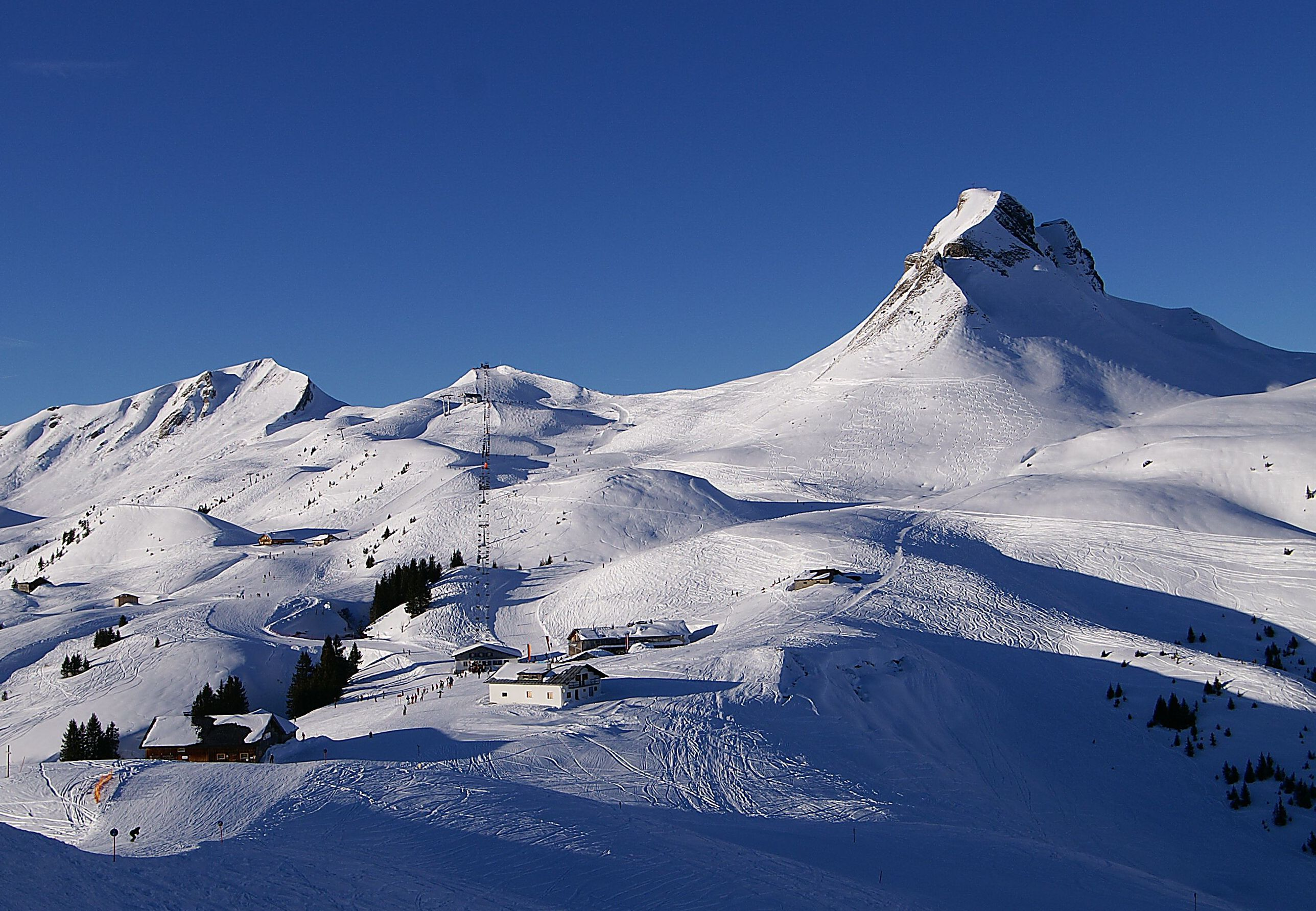
Damülser Mittagspitze

Le Prealpi di Bregenz sono una sottosezione alpina con la seguente classificazione:
| Classificazione secondo SOIUSA | Classificazione secondo SOIUSA | Classificazione secondo SOIUSA |
| ------------------------------ | ------------------------------ | ------------------------------ |
| Grande parte                   | II                             | Alpi Orientali                 |
| Grande settore                 | II/B                           | Alpi Nord-orientali            |
| Sezione                        | 22                             | Alpi Bavaresi                  |
| Sottosezione                   | 22.I                           | Prealpi di Bregenz             |

- Codice = II/B-22.I

Secondo l'AVE costituiscono il gruppo n. 1 di 75 nelle Alpi Orientali.

## Delimitazioni
Confinano:
- a nord e a nord-est con le Alpi dell'Algovia (nella stessa sezione alpina);
- a sud-est con i Monti delle Lechquellen (nelle Alpi Calcaree Nordtirolesi) e separate dal Fascinapass;
- a sud con la Catena del Reticone (nelle Alpi Retiche occidentali) e separate dalla Walgau;
- ad ovest si stemperano nella piana del Reno.

## Suddivisione
Le Prealpi di Bregenz, in accordo con le definizioni della SOIUSA, si suddividono in due supergruppi e sei gruppi con i codici SOIUSA:
| Supergruppo | Supergruppo                    | Gruppo | Gruppo                               |       | Sottogruppo                     | Cima più elevata         | Altezza |
| ----------- | ------------------------------ | ------ | ------------------------------------ | ----- | ------------------------------- | ------------------------ | ------- |
| A           | Prealpi Occidentali di Bregenz | A.1    | Catena Glatthorn-Mittagspitze        | A.1.a | Gruppo del Glatthorn            | Glatthorn                | 2133 m  |
| A           | Prealpi Occidentali di Bregenz | A.1    | Catena Glatthorn-Mittagspitze        | A.1.b | Damülser Berge in senso stretto | Damülser Mittagspitze    | 2095 m  |
| A           | Prealpi Occidentali di Bregenz | A.2    | Catena Freschen-Walser               | A.2.a | Gruppo del Freschen             | Hoher Freschen           | 2004 m  |
| A           | Prealpi Occidentali di Bregenz | A.2    | Catena Freschen-Walser               | A.2.b | Gruppo del Walser               | Tälispitze               | 2000 m  |
| A           | Prealpi Occidentali di Bregenz | A.3    | Catena Kugel-Schuttanen              | A.3.a | Gruppo del Kugel                | Falben                   | 1663 m  |
| A           | Prealpi Occidentali di Bregenz | A.3    | Catena Kugel-Schuttanen              | A.3.b | Monti di Schuttanen             | Schöner Mann (Wängkopf)  | 1532 m  |
| A           | Prealpi Occidentali di Bregenz | A.4    | Catena First-Hochälpele-Gaißkopf     | A.4.a | Dornbirner First                | Mörzelspitze e Leuenkopf | 1830 m  |
| A           | Prealpi Occidentali di Bregenz | A.4    | Catena First-Hochälpele-Gaißkopf     | A.4.b | Gruppo Hochälpele-Weißenfluh    | Hochälpele               | 1463 m  |
| A           | Prealpi Occidentali di Bregenz | A.4    | Catena First-Hochälpele-Gaißkopf     | A.4.c | Lorenaberge i.s.a.              | Geißkopf                 | 1198 m  |
| B           | Prealpi Orientali di Bregenz   | B.5    | Gruppo Mittagfluh-Bizauer Hirschberg | B.5.a | Mittagfluh                      | Mittagsfluh              | 1637 m  |
| B           | Prealpi Orientali di Bregenz   | B.5    | Gruppo Mittagfluh-Bizauer Hirschberg | B.5.b | Gruppo del Bizauer Hirschberg   | Hirschberg               | 1834 m  |
| B           | Prealpi Orientali di Bregenz   | B.6    | Gruppo del Winterstaude              | B.6.a | Hinteregger Grat                | Luguntenkopf             | 1702 m  |
| B           | Prealpi Orientali di Bregenz   | B.6    | Gruppo del Winterstaude              | B.6.b | Crinale del Winterstaude        | Winterstaude             | 1877 m  |

## Vette e passi

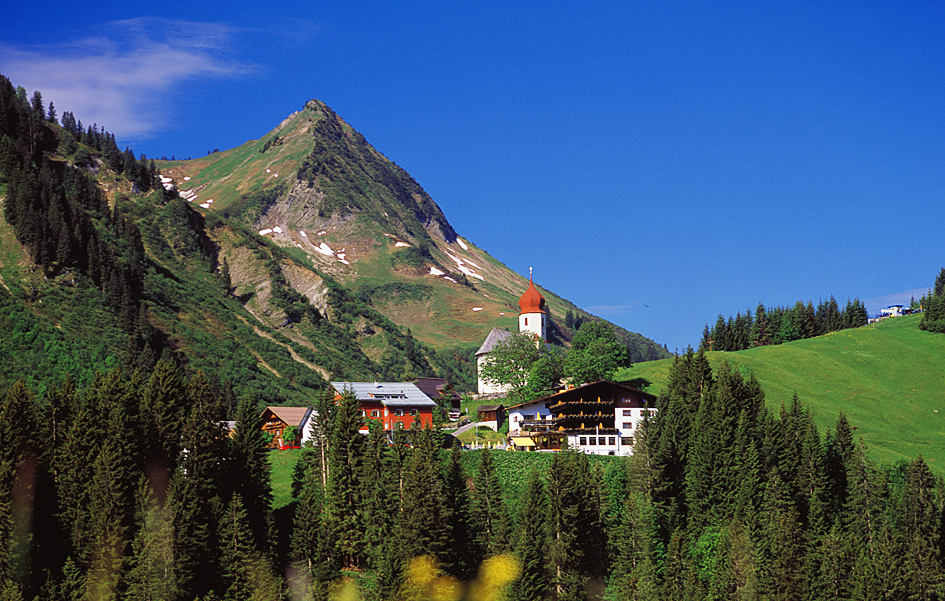
Damüls con il Glatthorn sullo sfondo.

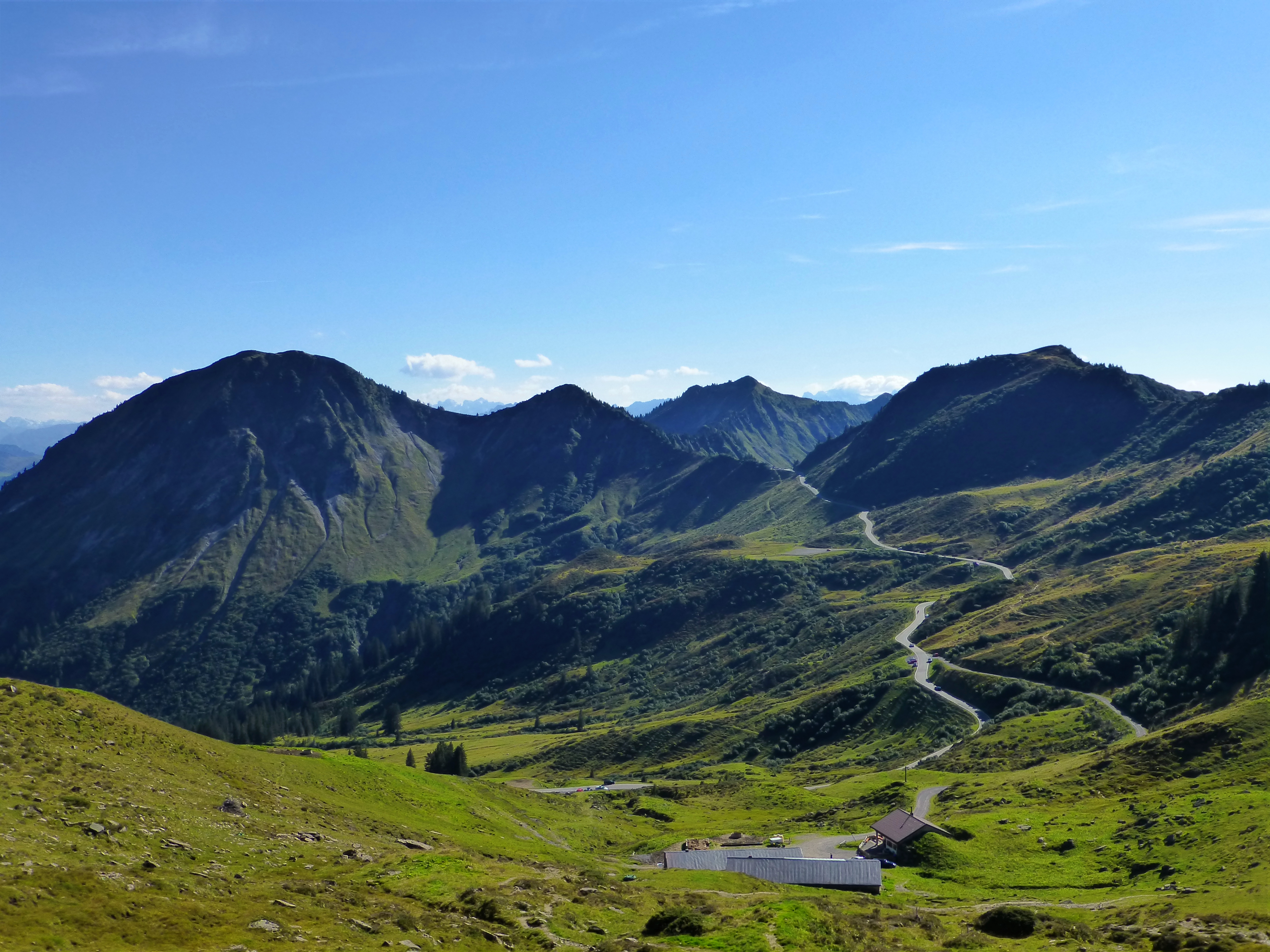
Il Furkajoch è il passo automobilistico più alto delle montagne del Bregenzerwald.

Le dieci cime più alte delle Prealpi di Bregenz:
| Vetta                 | Altezza | Gruppo               |
| --------------------- | ------- | -------------------- |
| Glatthorn             | 2134 m  | Gruppo del Glatthorn |
| Türtschhorn           | 2096 m  | Gruppo del Glatthorn |
| Damülser Mittagspitze | 2095 m  | Damülser Berge       |
| Hochblanken           | 2068 m  | Damülser Berge       |
| Klipperen             | 2066 m  | Damülser Berge       |
| Sünser Spitze         | 2062 m  | Damülser Berge       |
| Gungern               | 2053 m  | Damülser Berge       |
| Ragazer Blanken       | 2051 m  | Damülser Berge       |
| Kanisfluh             | 2044 m  | Kanisfluh            |
| Sünserkopf            | 2032 m  | Damülser Berge       |

Quattro dei passi all'interno dei Prealpi di Bregenz sono percorribili in auto:
| Passo                       | Altezza | Gruppo                                     | Strada |
| --------------------------- | ------- | ------------------------------------------ | ------ |
| Furkajoch                   | 1761 m  | Freschengruppe – Walserkamm                | L 51   |
| Unterdamülser Furka         | 1486 m  | Glatthorngruppe – Damülser Berge           | L 193  |
| Losenpass („Bödele“)        | 1139 m  | Hochälpele-Weißenfluh-Gruppe – Lorenaberge | L 48   |
| Alberschwender Passschwelle | 702 m   | Lorenaberge                                | L 200  |

## Ambiente

### Aree naturali protette
Alcune parti del Walserkamm e l'intero gruppo del Glatthorn si trovano nella Riserva della Biosfera del Großes Walsertal. 
Con la gola del Bregenzer Ach, il Fohramoos, le aree di Unter Stellerhöhe e Unter der Winterstaude, l'Unterargenstein, la gola Üble e le aree di Übersaxen-Satteins, Walsbächle e Torfriedbach, ci sono in totale nove aree Natura 2000 nelle Prealpi di Bregenz.

## Turismo

### Sentieri escursionistici a lunga percorrenza

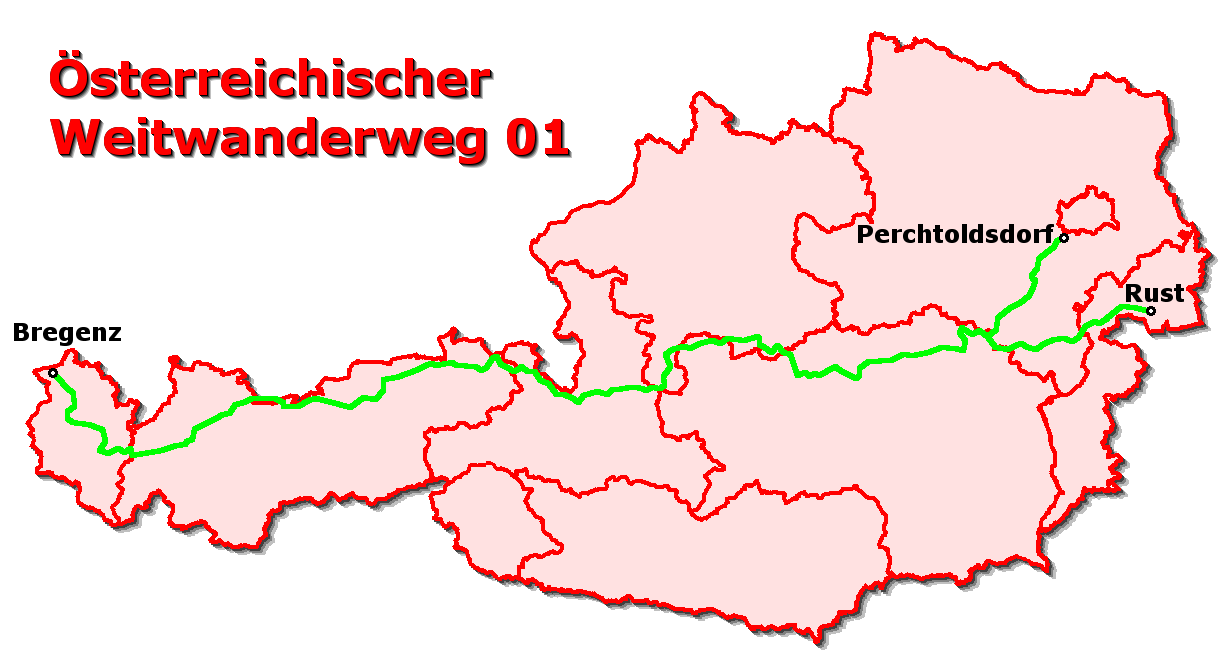
Nordalpenweg 01 (Austrian Long Distance Trail 01)

I sentieri europei di lunga percorrenza E4 ed E5 conducono entrambi nella parte settentrionale delle Prealpi di Bregenz passando dal monte Brüggelekopf e dalla cresta dello Schneiderkopf. La variante alpina dell'E4, identica al Nordalpenweg 01 (Austrian Long Distance Trail 01), si snoda da Damüls passando dal monte Portlakopf, dal rifuggio Freschenhaus, dall'Hoher Freschen, dalla Mörzelspitze, dall'alpe Weißenfluh, dai rifugi Bregenzer Hütte e da Lustenauer Hütte fino al monte Brüggelekopf, dove si unisce alla variante standard, attraversando l'intera Bregenzerwald occidentale.
L'itinerario rosso della Via Alpina tocca i monti delle Prealpi di Bregenz sul margine meridionale quando attraversa la Grande Valle dei Walser (Grosses Walsertal) ai piedi del Gruppo del Glatthorn e della Walserkamm.

### Sport invernali
Nelle Prealpi di Bregenz ci sono tre aree sciistiche con oltre 20 chilometri di piste: Damüls-Mellau-Faschina, Bödele e Laterns-Gapfohl. Inoltre ci sono circa una dozzina di impianti di risalita minori.
Le principali località di sport invernali delle Prealpi di Bregenz si trovano a:
- Alberschwende
- Andelsbuch
- Bezau
- Bizau
- Damüls
- Dornbirn
- Düns
- Egg
- Fontanella
- Laterns
- Mellau